# That Total Age
That Total Age är Nitzer Ebbs debutalbum, utgivet den 11 maj 1987. Albumet utgavs på LP, CD och kassett.

## Låtförteckning
1. "Fitness to Purpose" – 5:00
2. "Warsaw Ghetto" – 3:47
3. "Violent Playground" – 3:46
4. "Murderous" – 5:40
5. "Smear Body" – 5:40
6. "Join in the Chant" – 6:05
7. "Alarm" – 3:41
8. "Let Your Body Learn" – 2:48
9. "Let Beauty Loose" – 2:24
10. "Into the Large Air" – 4:13